# Amir al-Busalama
ʿĀmir al-Būsalāma (geb. 1960; arabisch عامر البوسلامة, DMG ʿĀmir al-Būsalāma) ist der derzeitige Führer der Muslimbruderschaft in Syrien.

## Leben
ʿAmer Al-Bousalma stammt aus der Stadt al-Būkmāl in der östlichen Region Deir ez-Zor. 
Al-Buslama wuchs in der Stadt Deir ez-Zor auf. Er hatte seine frühe Ausbildung abgeschlossen und zog dann nach Bagdad, wo er an der Fakultät für Islamwissenschaften studierte. Er erlangte einen Doktortitel in Scharia (einige Quellen geben an, dass er ihn im Sudan erlangte, während andere behaupten, dass er ihn an der Universität von Bagdad erlangte). Danach zog er in den Jemen. Er blieb in Jemen bis zum Ausbruch der „Syrischen Revolution“ im Jahr 2011, dann zog er in die Türkei, wo er derzeit lebt.

## Beruf
Er veröffentlichte zahlreiche Studien und Artikel auf Websites und in Zeitungen.